# Вавженьчице (Малопольское воеводство)
Вавженьчи́це (пол. Wawrzeńczyce) — село в Польше в сельской гмине Иголомя-Вавженьчице Краковского повета Малопольского воеводства. Административный центр сельской гмины Иголомя-Вавженьчице.

## География
Село располагается в 29 км от административного центра воеводства города Краков.

## История
В средние века село принадлежало краковским епископам. Впервые село упоминается в 1245 году как «Laurinceviz». В 1281 году село упоминается под наименованием «Wawrzynczicze» (Вавжинчиче). В 1233 году краковский епископ Иво Одровонж построил в селе церковь святой Магдалины, которая сохранилась до нашего времени. В сочинении польского хрониста Яна Длугоша Вавженьчице упоминается как город. Налоговый реестр 1490 года и позднейшие документы не называют Вавженьчице городом. В 1827 году в селе было 220 домохозяйств и 1561 жителей.
До 1954 года село было административным центром сельской гмины Вавженьчице. В 1975—1998 годах село входило в состав Краковского воеводства.

## Население
По состоянию на 2013 год в селе проживало 1834 человек.
| 2010 | 2013 |
| ---- | ---- |
| 1866 | 1834 |

Данные переписи 2013 года:
| Перепись  | Всего   | Всего | Женщины | Женщины | Мужчины | Мужчины |
| --------- | ------- | ----- | ------- | ------- | ------- | ------- |
| Единицы   | человек | %     | человек | %       | человек | %       |
| Население | 1834    | 100   | 931     |         | 903     |         |

## Достопримечательности
- Церковь святых Зигмунта и Марии Магдалины, построенная в XV веке. Памятник культуры Малопольского воеводства[4].